# Kenoh
Daisuke Nakae (中栄 大輔 Nakae Daisuke?) (1 de enero de 1985) es un luchador profesional japonés, más conocido por su nombre artístico Kenoh, quien compite en Pro Wrestling Noah.
Nakae ha sido cuatro veces campeón mundial al ser Campeón Peso Pesado de la GHC. También fue dos veces Campeón en Parejas de la GHC, dos veces Campeón Peso Pesado Junior en Parejas de la GHC y fue ganador de Global League/N-1 Victory (2017 y 2019) en dos ocasiones.

## Carrera
Inicialmente, Nakae se entrenó como luchador de nippon kempo, un arte marcial que había estado aprendiendo desde los tres años, y llegó a ganar campeonato internacional en la categoría junior. A mediados de 2007, Daisuke fue contactado por Jinsei Shinzaki de Michinoku Pro Wrestling, empresa con la que firmó un contrato de desarrollo para convertirse en luchador profesional.

### Michinoku Pro Wrestling (2007-2008)
En diciembre de 2007, Nakae comenzó a aparecer en Michinoku Pro Wrestling luchando combates de exhibición contra Rui Hiugaji. Al cabo del tiempo, Daisuke abandonó su nombre real y adoptó el de Kenou (拳王 Kenou?, Rey del Puño), revelándose como el más prometedor de los estudiantes del Michinoku Pro Dojo. Kenou derrotó a Hiugaji y a Takayuki Aikawa en numerosas ocasiones a lo largo del año, obteniendo una gran racha de victorias en combates individuales. Más tarde, a principios de 2008, Kenou anunció que dejaba MPW durante un tiempo para entrenar en otros lugares del mundo.

### Okinawa Pro Wrestling (2008)
El 5 de julio de 2008 Nakae hizo su debut en Okinawa Pro Wrestling como Kanmuriwashi Yoko, bajo un pintoresco gimmick de luchador de kickboxing afroamericano. Yoko, siempre con peinado afro y máscara con gafas de sol, compitió extensamente a lo largo de 2008 en combates de apertura, pero sin lograr un éxito mayor. Finalmente, en diciembre, Nakae abandonó OPW.

### Retorno a Michinoku Pro Wrestling (2009-2014)
Ya en 2009, Kenou hizo su retorno a Michinoku Pro Wrestling, derrotando a Hayato Fujita en un combate por el MPW Tohoku Junior Heavyweight Championship. Tras la sorprendente victoria, que enfrentó a Kenou con todo el grupo de Hayato, Kowloon (Kei Sato, Shu Sato, Taro Nohashi, Ken45º, Takeshi Minamino & Maguro Ooma), Nakae hizo equipo con Rui Hiugaji para competir en la Futaritabi Tag Team Lueague 2009, donde consiguieron alcanzar la final antes de ser eliminados por un equipo de Kowloon. Tras ello, Kenou quedó establecido como el principal face de la empresa, dirigiendo al Michinoku Seikigun -la agrupación de los luchadores de MPW- contra Kowloon durante meses. Así mismo, Kenou retendría el título hasta que en noviembre de 2010 fue derrotado por The Great Sasuke en una lucha titular. A pesar de ello, Nakae continuó con su papel, formando un equipo con Kenbai.

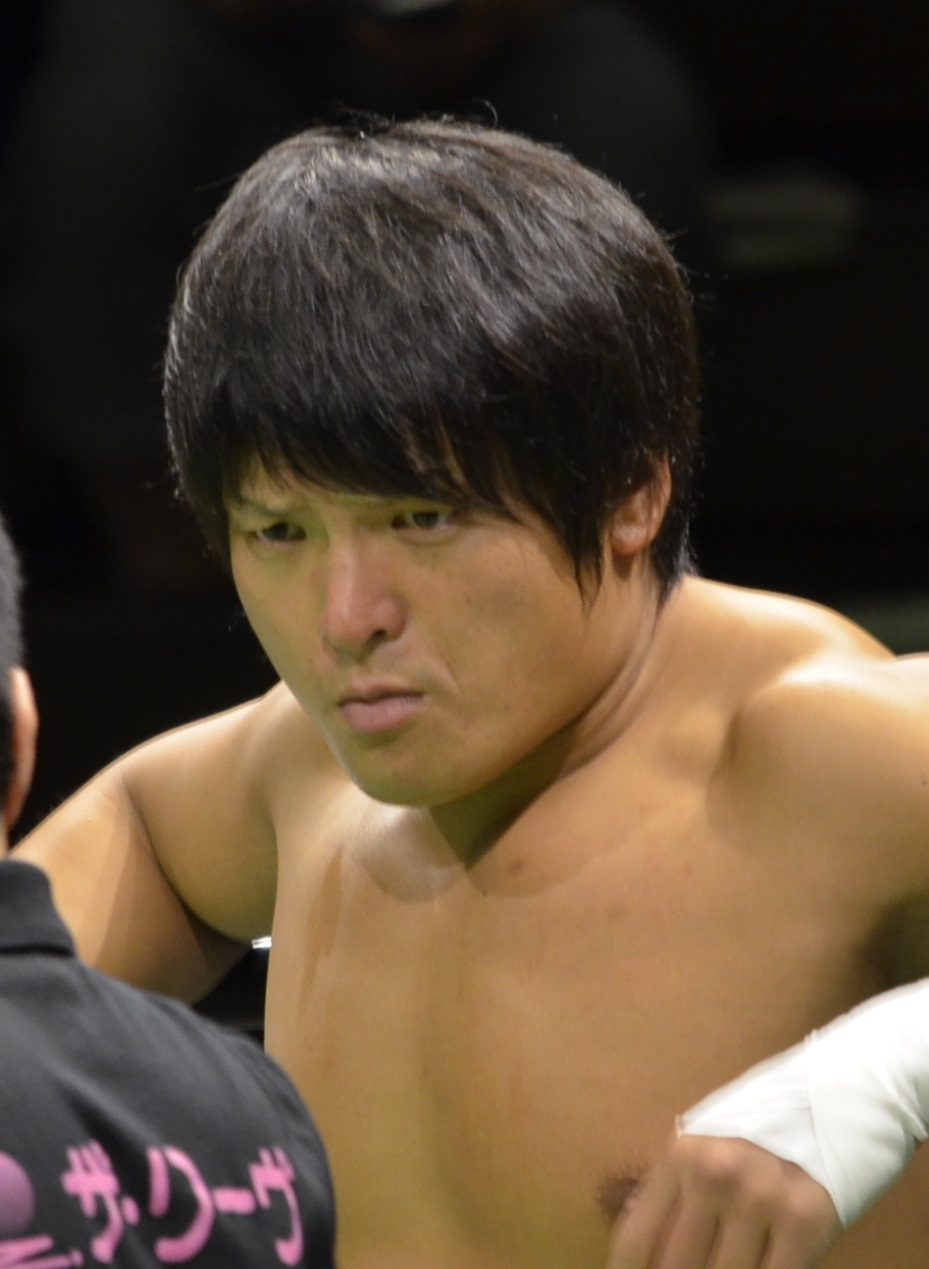
Kenoh en 2014

En noviembre de 2011, Kenou derrotó a Rui Hiugaji para ganar de nuevo el MPW Tohoku Junior Heavyweight Championship. Sin embargo, pocos meses después Kenou sorprendió a todo MPW cuando tornó a heel y se alió con Taro Nohashi y otros miembros del recién disgregado Kowloon para crear el grupo Asura.

### Pro Wrestling NOAH (2011, 2014-presente)
A mediados de 2011, Kenou & Kenbai fueron enviados a Pro Wrestling NOAH para representar a Michinoku Pro en la NTV G Cup Junior Heavyweight Tag League 2011, donde obtuvieron una gran victoria al eliminar al equipo No Mercy (KENTA & Yoshinobu Kanemaru). Ésta, sin embargo, sería su única victoria en el torneo, siendo derrotados en el resto de combates. A pesar de ello, Kenbai & Kenou volvieron a aparecer meses después para enfrentarse a ANMU (Atsushi Aoki & Kotaro Suzuki) por el GHC Junior Heavyweight Tag Team Championship, aunque sin éxito.

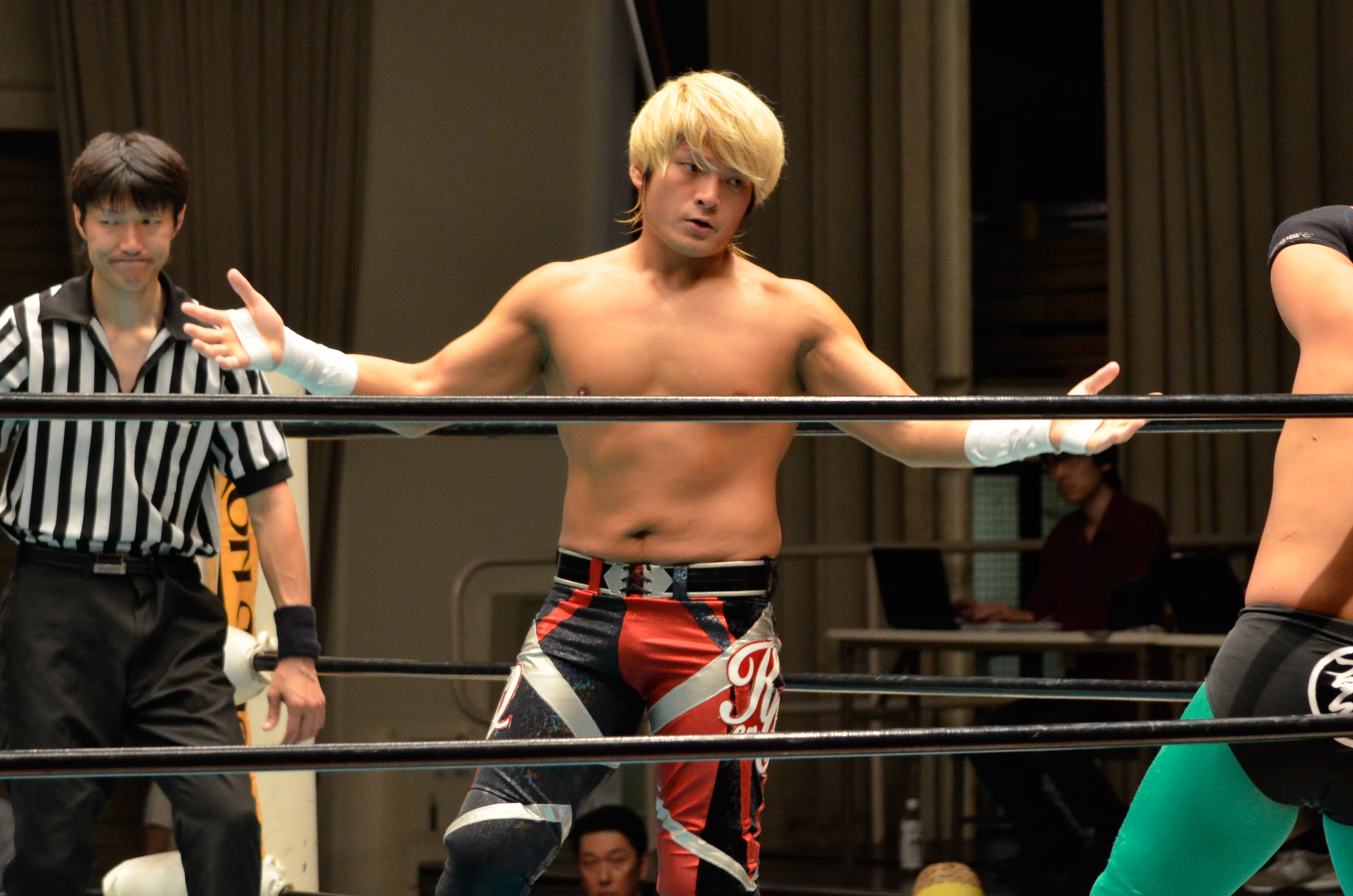
Kenoh en 2015

En 2013, Kenou firmó un contrato exclusivo con NOAH y comenzó a trabajar para la promoción. Al poco de llegar, fue hecho miembro de Cho Kibou-Gun, formando un equipo con Hajime Ohara. El 2 de agosto de 2014, Kenoh y Ohara ganaron la NTV G+ Cup Junior Heavyweight Tag League 2014 al derrotar a Daisuke Harada y Quiet Storm en la final. El 12 de octubre, Kenoh y Ohara derrotaron a Atsushi Kotoge y Taiji Ishimori para ganar los Campeonatos en Parejas Peso Junior Pesado de GHC. Perdieron el título ante El Desperado y Taka Michinoku el 15 de marzo de 2015. El 28 de marzo, Kenoh firmó un contrato con Noah, poniendo fin oficialmente a su afiliación con Michinoku Pro. El 19 de marzo de 2016, Kenoh y Ohara ganaron el Campeonato GHC Junior Heavyweight Tag Team por segunda vez al derrotar a Atsushi Kotoge y Daisuke Harada. Perdieron el título nuevamente ante Kotoge y Harada el 5 de abril.
El 5 de julio, Kenoh derrotó a Genba Hirayanagi en la final de un torneo de cuatro hombres para ganar uno de los tres lugares de Noah en la Super J-Cup 2016 de New Japan Pro-Wrestling. El 20 de julio, Kenoh derrotó a Gurukun Mask en su partido de primera ronda del torneo. El 21 de agosto, fue eliminado del torneo en la segunda ronda por el actual Campeón Peso Pesado Junior de IWGP, Kushida.

#### Ascenso a la División Peso Pesado (2016-presente)
El 23 de diciembre de 2016, después de perder ante Takashi Sugiura y Alejandro Saez, Kenoh anunció oficialmente la ruptura de KenOhara. Kenoh y Ohara lucharon en su último combate como equipo el 24 de diciembre, derrotando a Taiji Ishimori y Hitoshi Kumano . [15] El debut de Kenoh en la división Peso Pesado fue el 7 de enero de 2017, en una lucha por equipos donde él y su compañero Masa Kitamiya derrotaron a Akitoshi Saito y Muhammad Yone. Después de este combate, la pareja desafió a los Campeones en parejas de GHC, Go Shiozaki y Maybach Taniguchi, a un combate por el título. El 21 de enero, Kenoh y Kitamiya derrotaron a Shiozaki y Taniguchi para convertirse en los nuevos campeones en parejas de GHC. El 24 de febrero, Kenoh traicionó a Kitamiya, formando una alianza con Takashi Sugiura, lo que llevó a que los dos fueran despojados del título por equipos. [18] Esto llevó a un combate el 12 de marzo, donde Kenoh y Sugiura derrotaron a Kitamiya y Muhammad Yone para ganar el campeonato vacante en parejas de GHC. [19] Perdieron el título ante Maybach Taniguchi y Naomichi Marufuji el 14 de abril. El 19 de noviembre, Kenoh derrotó a Go Shiozaki en la final para ganar la Liga Global 2017. [21] El 22 de diciembre, Kenoh derrotó a Eddie Edwards para ganar el Campeonato Peso Pesado de GHC por primera vez y luego se enfrentó al regreso de Kaito Kiyomiya, quien lo retó a una pelea por el título. Esto llevó a un combate el 6 de enero, donde Kenoh derrotó a Kiyomiya en su primera defensa exitosa y, junto con Sugiura, atacaron a Kiyomiya después del combate. El 6 de febrero, derrotó a Yuko Miyamoto en su segunda defensa exitosa y luego aceptó un desafío de su aliado Takashi Sugiura. Esto lo llevó a un combate el 11 de marzo, donde perdió el título ante Sugiura en su tercera defensa. Luego, los dos llegaron a la final de la Global Tag League 2018, donde perdieron ante el ex aliado Kaito Kiyomiya y Go Shiozaki. Obtuvo cierta venganza contra Kiyomiya al derrotarlo el 10 de junio para tener la oportunidad de recuperar el Campeonato de Peso Pesado de GHC, lo que lo llevó a una pelea el 26 de junio, donde no pudo recuperar el título de manos de Takashi Sugiura. Naomichi Marufuji y Akitoshi Saito dejaron vacante el Campeonato en Parejas de GHC el 28 de noviembre, un torneo para determinar nuevos campeones tuvo lugar el 7 de diciembre. Kenoh se unió a su excompañero Masa Kitamiya, y juntos derrotarían a 50 Funky Powers (Muhammed Yone & Quiet Storm), pero no lograrían capturar los títulos en la final contra Katsuhiko Nakajima y Go Shiozaki. Después de que Kaito Kiyomiya derrotará a Takashi Sugiura en el Great Voyage en Yokohama, Kenoh subió al ring y desafió al nuevo campeón. Esto lo llevó a una pelea por el título el 6 de enero, donde fue derrotado por Kiyomiya. El 10 de marzo, Kiyomiya defendió el Título de Peso Pesado de GHC contra Naomichi Marufuji, después del combate, Kenoh subió al ring e invitó al campeón a ser su compañero para la Global Tag League, y Kiyomiya aceptó. Kenoh dijo que, juntos, llevarán a NOAH de regreso al Nippon Budokan.
En NOAH Grand Ship in Nagoya, derrotó a Jake Lee ganando el Campeonato de Peso Pesado de GHC por tercera defensa.
En The New Year, venció a su excompañero de Kongo Manabu Soya en primera defensa exitosa reteniendo el Campeonato Peso Pesado de GHC. En la noche 1 de NOAH Star Navigation, derrotó a Go Shiozaki en su segunda defensa exitosa reteniendo el Campeonato Peso Pesado de GHC. En NOAH Cross Over in Sendai, fue derrotado por El Hijo del Dr. Wagner Jr. perdiendo el Campeonato Peso Pesado de GHC, terminando con un reinado de 99 días.
El 21 de junio, en 25th Anniversary Memorial Voyage 2025 in Osaka, se reunió con Kaito Kiyomiya para derrotar a Kenta & Naomichi Marufuji, después del combate, llamó al actual Campeón Peso Pesado GHC Ozawa con el propósito de retarlo a un combate por el título en el Día 1 de New Departure, a lo que Ozawa aceptó.

## En lucha
- Movimientos finales
  - Rago (Cross-arm Gory special sitout powerbomb) - 2013-presente
  - High-speed roundhouse kick a la cabeza del oponente[1][2]
  - Bridging full Nelson suplex[1]

- Movimientos de firma
  - Helm[13] (Stiff running knee strike a la cara de un oponente sentado) - 2009; parodiado de Hayato Fujita
  - Ankle lock
  - Camel clutch
  - Cross armbar
  - Deadlift bridging German suplex
  - Diving double foot stomp, a veces hacia fuera del ring
  - Fireman's carry gutbuster
  - Full Nelson suplex
  - Kneeling backbreaker rack
  - Knee strike
  - Múltiples stiff roundhouse kicks al torso del oponente
  - Rolling wheel kick
  - Running double high knee strike al pecho de un oponente arrinconado, generalmente seguido de running low-angle dropkick a la cara
  - Short-arm scissors
  - Sitout suplex slam[14]
  - Sole kick
  - Spin kick
  - Spinning legsweep seguido de double foot stomp a la espalda y running knee strike a la nuca del oponente
  - Vertical suplex

- Apodos
  - "Shin Seiki Hasha" (El Campeón del Nuevo Siglo)[1]

## Campeonatos y logros
- All Japan Pro Wrestling
  - World Tag Team Championship (1 vez) - con Manabu Soya
- Dragon Gate
  - Open the Twin Gate Championship (1 vez) - con Shuji Kondo
- Michinoku Pro Wrestling
  - MPW Tohoku Junior Heavyweight Championship (2 veces)
  - Futaritabi Tag Team Tournament (2012) - con Rui Hiugaji

- Pro Wrestling NOAH
  - GHC Heavyweight Championship (3 veces)
  - GHC National Championship (2 veces)
  - GHC Tag Team Championship (2 veces) – con Masa Kitamiya (1), Takashi Sugiura  (1) y Ulka Sasaki (1)
  - GHC Junior Heavyweight Tag Team Championship (2 veces) – con Hajime Ohara
  - Global League/N-1 Victory (2017 y 2019)
  - NTV G+ Cup Junior Heavyweight Tag League (2014) – con Hajime Ohara

- Pro Wrestling Illustrated
  - Situado en el N°235 en los PWI 500 de 2014[15]
  - Situado en el N°279 en los PWI 500 de 2015[16]
  - Situado en el N°250 en los PWI 500 de 2016[17]
  - Situado en el N°258 en los PWI 500 de 2017[18]
  - Situado en el N°254 en los PWI 500 de 2018[19]
  - Situado en el N°174 en los PWI 500 de 2021[20]
  - Situado en el N°118 en los PWI 500 de 2022[21]
  - Situado en el N°35 en los PWI 500 de 2023[22]